# ラ♪ラ♪ラ♪スイートプリキュア♪〜∞UNLIMITED∞ ver.〜/♯キボウレインボウ♯
「ラ♪ラ♪ラ♪スイートプリキュア♪〜∞UNLIMITED∞ ver.〜/♯キボウレインボウ♯」（ラララスイートプリキュアアンリミテッドバージョン/キボウレインボウ）は、工藤真由/池田彩のシングル。2011年9月7日にマーベラスエンターテイメントから発売された。

## 概要
テレビアニメ『スイートプリキュア♪』の後期主題歌を収録したスプリット・シングル。オープニングテーマの「ラ♪ラ♪ラ♪スイートプリキュア♪〜∞UNLIMITED∞ ver.〜」は工藤真由が、エンディングテーマの「♯キボウレインボウ♯」は池田彩がそれぞれ歌唱を担当している。前作同様DVD付属盤と通常盤の2種類が発売。
ジャケットイラストには、キュアメロディ、キュアリズム、キュアビート、ハミィ、7体のフェアリートーンがプリントされている。ただし、ジャケットの表面にはフェアリートーンのシリーはプリントされていない。

### CDタイプ
全てジャケットは異なる。
- CD+DVD盤（MJSS-09054/5）
  - オープニング&エンディングを収録したDVD付き
  - 【初回限定封入特典】データカードダスプリキュアオールスターズ「ピーチソルベミニハット（エレン＆ハミィ）」(プロモーションカード)
- 通常盤（MJSS-09056）
  - 【初回限定封入特典】ジャケットサイズ・ステッカー

## 収録曲

### CD
1. ラ♪ラ♪ラ♪スイートプリキュア♪〜∞UNLIMITED∞ ver.〜 [3:26]
歌：工藤真由
作詞：六ツ見純代、作曲：marhy、編曲：久保田光太郎
  - 朝日放送・テレビ朝日系列テレビアニメ『スイートプリキュア♪』後期オープニングテーマ
2. ♯キボウレインボウ♯ [4:09]
歌：池田彩
作詞：六ツ見純代、作曲：山崎燿、編曲：Mine Chang
  - 朝日放送・テレビ朝日系列テレビアニメ『スイートプリキュア♪』後期エンディングテーマ
3. ラ♪ラ♪ラ♪スイートプリキュア♪〜∞UNLIMITED∞ ver.〜（オリジナル・メロディー入り・カラオケ）
4. ♯キボウレインボウ♯（オリジナル・メロディー入り・カラオケ）

### DVD（CD+DVD盤のみ同梱）
1. オープニング「ラ♪ラ♪ラ♪スイートプリキュア♪〜∞UNLIMITED∞ ver.〜」ノンテロップムービー映像
2. エンディング「♯キボウレインボウ♯」ノンテロップムービー映像